# Colomba (costellazione)
La Colomba (in latino Columba, abbreviazione Col, genitivo Columbae), è una piccola costellazione poco a sud del Cane Maggiore e della Lepre.

## Caratteristiche

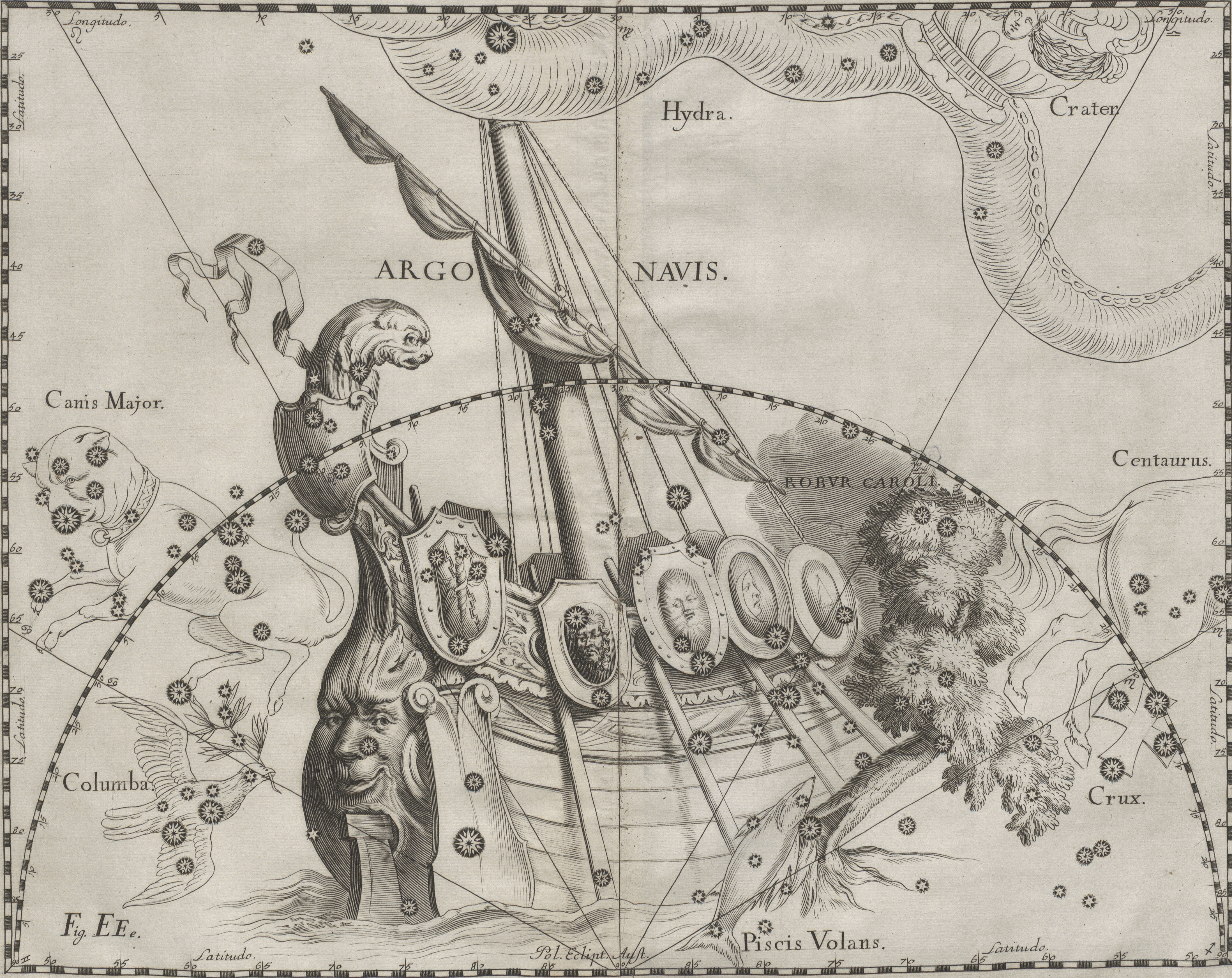
La Nave Argo con a sinistra la Colomba, illustrata da Johann Hevelius.

Si tratta di una costellazione di ridotte dimensioni, ma comunque abbastanza appariscente; è identificabile grazie alla sua stella principale, Phact (α Columbae), una gigante azzurra di magnitudine 2,65; le stelle dei dintorni seguono un andamento zigzagante che ricordano vagamente un uccello in volo. La parte orientale della costellazione contiene una vasta associazione di stelle di quinta e sesta magnitudine, che dalle adiacenti costellazioni del Cane Maggiore e della Poppa prosegue verso ovest; parte di queste stelle sono visibili anche ad occhio nudo, mentre le altre contribuiscono a formare un leggero alone chiaro, apprezzabile quando la Colomba è molto alta sull'orizzonte, dunque dalle regioni meridionali della Terra; la parte più occidentale di questo gruppo di astri, poco a sudovest di Phact, viene talvolta identificata con la sigla di catalogo NGC 1963.
Il periodo più propizio per la sua osservazione nel cielo serale ricade nei mesi compresi fra novembre e aprile; dall'emisfero boreale la sua osservazione è molto penalizzata e anche il periodo della sua visibilità è molto ridotto, a causa della sua declinazione moderatamente meridionale; dall'emisfero australe invece è visibile anche per più tempo, trovandosi molto a sud dell'eclittica, e costituisce una delle figure minori più caratteristiche dei cieli dell'estate australe.

### Stelle principali
- α Columbae, nota anche come Phact, è una subgigante azzurra di magnitudine 2,65, distante 268 anni luce.
- β Columbae (Wezn) è una gigante arancione di magnitudine 3,21, distante 86 anni luce.
- δ Columbae (Ghusn al Zaitun) è una gigante brillante gialla di magnitudine 3,85, distante 237 anni luce.
- ε Columbae è una gigante arancione di magnitudine 3,86, distante 277 anni luce.

Fra le altre stelle spicca μ Columbae, una famosa stella fuggitiva originatasi nella regione della Nebulosa di Orione e probabilmente sospinta via da un'interazione fra il suo sistema stellare originario e un altro sistema vicino.

### Stelle doppie
La Colomba contiene alcune stelle doppie con una grande separazione fra le componenti.
- HD 45145 è una stella di quinta magnitudine che presenta a oltre 1 primo d'arco una compagna di sesta grandezza; entrambe le componenti sono gialle e sono risolvibili anche con un binocolo. La primaria è poi a sua volta una doppia, con una compagna di nona grandezza risolvibile con un telescopio di piccole dimensioni.
- HD 44404 e HD 44403 sono due stelle di sesta e ottava magnitudine rispettivamente, risolvibili con un potente binocolo o un piccolo telescopio.

| Principali stelle doppie |                                          |                                          |             |             |                                 |         |
| Nome                     | Coordinate equatoriali all'epoca J2000.0 | Coordinate equatoriali all'epoca J2000.0 | Magnitudine | Magnitudine | Separazione (in secondi d'arco) | Colore  |
| Nome                     | AR                                       | Dec                                      | A           | B           | Separazione (in secondi d'arco) | Colore  |
| HD 34358                 | 05h 15m 09s                              | -36° 39′ 10″                             | 6,74        | 6,64        | 23,9                            | ar + ar |
| HD 44404/03              | 06h 19m 48s                              | -39° 29′ 11″                             | 6,61        | 8,19        | 41,0                            | ar + r  |
| HD 45145/58              | 06h 24m 01s                              | -36° 42′ 28″                             | 5,75        | 6,7         | 64,8                            | g + g   |
| HD 45145 AB              | 06h 24m 01s                              | -36° 42′ 28″                             | 5,75        | 9,63        | 12,5                            | g + g   |

### Stelle variabili
Le uniche stelle variabili con una magnitudine massima superiore alla 8,0 sono due Mireidi, la R Columbae e la T Columbae, che in fase di massima raggiungono rispettivamente la settima e la sesta grandezza.
| Principali stelle variabili |                                          |                                          |             |             |                  |         |
| Nome                        | Coordinate equatoriali all'epoca J2000.0 | Coordinate equatoriali all'epoca J2000.0 | Magnitudine | Magnitudine | Periodo (giorni) | Tipo    |
| Nome                        | AR                                       | Dec                                      | Max.        | Min.        | Periodo (giorni) | Tipo    |
| R Columbae                  | 05h 50m 33s                              | -29° 11′ 55″                             | 7,8         | 15,0        | 327,62           | Mireide |
| T Columbae                  | 05h 19m 17s                              | -33° 42′ 29″                             | 6,6         | 12,7        | 225,84           | Mireide |

## Oggetti del profondo cielo
La Colomba giace sul bordo della Via Lattea, in direzione di una sua regione appartenente al Braccio di Orione; tuttavia non contiene oggetti interni al disco galattico, mentre ne è visibile uno dell'alone, catalogato come NGC 1851. Si tratta di un ammasso globulare molto concentrato visibile nel settore di sudovest e osservabile anche con un piccolo telescopio.
Fra le galassie, la più brillante è NGC 1808, una grande galassia spirale barrata vista leggermente di profilo, con il nucleo e la barra molto luminosi e dei bracci sottili.
| Principali oggetti non stellari |                                          |                                          |                   |             |                                        |              |
| Nome                            | Coordinate equatoriali all'epoca J2000.0 | Coordinate equatoriali all'epoca J2000.0 | Tipo              | Magnitudine | Dimensioni apparenti (in primi d'arco) | Nome proprio |
| Nome                            | AR                                       | Dec                                      | Tipo              | Magnitudine | Dimensioni apparenti (in primi d'arco) | Nome proprio |
| NGC 1792                        | 05h 05m 14s                              | -37° 58′ 48″                             | Galassia          | 10,2        | 5,2 x 2,6                              |              |
| NGC 1808                        | 05h 07m 42s                              | -37° 30′ 47″                             | Galassia          | 10,0        | 6,5 x 3,9                              |              |
| NGC 1851                        | 05h 14m 06s                              | -40° 02′ 50″                             | Ammasso globulare | 7,1         | 11                                     |              |
| NGC 2090                        | 05h 47m 02s                              | -34° 15′ 04″                             | Galassia          | 11,3        | 4,9 x 2,4                              |              |

## Mitologia
La costellazione raffigurerebbe la colomba che venne mandata in avanscoperta subito prima che la Nave Argo attraversasse l'angusto ed insidiosissimo canale delle Simplegadi. La sua posizione a fianco della costellazione della Nave Argo farebbe intendere che le due figure sono legate.